# Prolixodens infracolor
Prolixodens infracolor is een slakkensoort uit de familie van de Cerithiopsidae. De wetenschappelijke naam van de soort is voor het eerst geldig gepubliceerd in 1951 door Charles Francis Laseron.